# Victory (condado de Cayuga, Nueva York)
Victory es un pueblo ubicado en el condado de Cayuga en el estado estadounidense de Nueva York. En el año 2000 tenía una población de 1.838 habitantes y una densidad poblacional de 20.6 personas por km².

## Geografía
Victory se encuentra ubicado en las coordenadas 43°11′50″N 76°39′16″O / 43.19722, -76.65444.

## Demografía
Según la Oficina del Censo en 2000 los ingresos medios por hogar en la localidad eran de $38,672, y los ingresos medios por familia eran $41,680. Los hombres tenían unos ingresos medios de $32,232 frente a los $23,150 para las mujeres. La renta per cápita para la localidad era de $15,462. Alrededor del 10.6% de la población estaban por debajo del umbral de pobreza.